# Renato Bruson
Renato Bruson (ur. 13 stycznia 1936 w Este) – włoski śpiewak operowy, baryton.

## Życiorys
Ukończył studia w konserwatorium w Padwie, na scenie operowej zadebiutował w 1961 roku w Spoleto rolą hrabiego di Luny w Trubadurze Giuseppe Verdiego. W 1969 roku wystąpił w roli Enrica Ashtona w Łucji z Lammermooru w nowojorskiej Metropolitan Opera, a w 1971 roku rolą Antonia w Lindzie z Chamounix debiutował na deskach mediolańskiej La Scali. W 1976 roku wystąpił w roli Renata w Balu maskowym w Covent Garden Theatre w Londynie. Kreował także tytułową partię w Don Giovannim w Deutsche Oper Berlin (1988) oraz Montforta w Nieszporach sycylijskich w nowojorskiej Carnegie Hall (1990).
Występował gościnnie na czołowych scenach operowych świata, m.in. w Nowym Jorku, Londynie, Wiedniu, Neapolu, Monachium, Chicago, Hamburgu, Paryżu, Los Angeles i San Francisco. Obdarzony potężnym głosem dramatycznym i ekspresją sceniczną, uważany był za wybitnego interpretatora partii barytonowych w operach Giuseppe Verdiego (Nabucco, Attyla, Makbet, Simon Boccanegra, Otello), ceniony był też jako odtwórca ról w operach Gaetana Donizettiego i jako Scarpia w Tosce.
Kawaler Krzyża Wielkiego Orderu Zasługi Republiki Włoskiej.